# Даміан Пісарро
Даміан Ніколас Пісарро Уенукео (ісп. Damián Nicolás Pizarro Huenuqueo; нар. 28 березня 2005) — чилійський футболіст, нападник клубу «Коло-Коло».

## Клубна кар'єра
Пісарро розпочав свою кар'єру в академії Універсідад да Чилі, полишивши рідний дім, щоб зосередитися на своїй кар'єрі. Після того як він забив два голи молодіжній команді «Коло-Коло» у матчі молодіжних команд (що закінчився 3:3) тренер тієї команди Аріель Паолороссі запросив Пісарро на пробу в клуб і лише через десять хвилин спостерігаючи за його грою, вирішив підписати з ним контракт згідно з яким він приєднувався до клубу у 2020 році
Після того як шістдесят два гравці «Коло-Коло» були відправлені на карантин через COVID-19, Пісарро дебютував у виїзному матчі проти «Аудакс Італіано» 28 жовтня 2021 року Попри суху поразку, виступ Пісарро був високо оцінений чилійськими ЗМІ. Йому доведеться чекати до 2023 року на його наступний вихід в основному складі; коли основний нападник Леандро Бенегас отримав травму, Пісарро зайняв його місце, забивши єдиний гол «Коло-Коло» в програному ними матчу 18 березня проти «Кобресаля» (3:1).
Після хороших виступів у перших кількох іграх за «Коло-Коло» його похвалив головний тренер Густаво Кінтерос, який сказав, що у нього «необмежений потенціал». Він зарекомендував себе як стартер у команді, і його виступи продовжували викликати визнання, особливо в домашньому програному матчі 0:2 проти «Бока Хуніорс» у Кубку Лібертадорес.
Однак, попри яскравий старт, Пісарро не зміг забити у наступних вісьмох іграх, оскільки тренер Quinteros перевів його на правий фланг у переможному з рахунком 2:1 матчі проти Audax Italiano, дозволивши Карлосу Паласіосу зайняти його позицію спереду. Однак товариш по команді Сезар Фуентес підтримав Пісарро, заявивши, що той «відновить свою репутацію бомбардира».

## Міжнародна кар'єра
У травні 2023 року головний тренер національної збірної Чилі Едуардо Беріццо особисто відвідав матч між Уніон Іспаньола та Коло-Коло, щоб оцінити Пісарро перед товариськими матчами збірних проти Куби та Домініканської Республіки. Інший чилійський форвард Олександр Аравена заявив в інтерв'ю, що Пісарро, а також Лукас Асаді повинні бути викликані до складу збірної.

## Кар'єрна статистика

### Клуб
Станом на 18 May 2023 
| Клуб              | Сезон             | Ліга                  | Ліга  | Ліга | Кубок | Кубок | Континентальний | Континентальний | Інші  | Інші | Всього | Всього |
| Клуб              | Сезон             | Дивізіон              | Появи | Голи | Появи | Голи  | Появи           | Голи            | Появи | Голи | Появи  | Голи   |
| ----------------- | ----------------- | --------------------- | ----- | ---- | ----- | ----- | --------------- | --------------- | ----- | ---- | ------ | ------ |
| Коло-Коло         | 2021 рік          | Прімера дивізіон Чилі | 1     | 0    | 0     | 0     | 0               | 0               | 0     | 0    | 1      | 0      |
| Коло-Коло         | 2022 рік          | Прімера дивізіон Чилі | 0     | 0    | 0     | 0     | 0               | 0               | 0     | 0    | 0      | 0      |
| Коло-Коло         | 2023 рік          | Прімера дивізіон Чилі | 7     | 1    | 0     | 0     | 3               | 0               | 0     | 0    | 10     | 1      |
| Всього за кар'єру | Всього за кар'єру | Всього за кар'єру     | 8     | 1    | 0     | 0     | 3               | 0               | 0     | 0    | 11     | 1      |

1. ↑  Appearances in the Copa Libertadores

## Титули і досягнення
- Володар Кубка Чилі (1):

«Коло-Коло»: 2023
- Чемпіон Чилі (1):

«Коло-Коло»: 2022
- Володар Суперкубка Чилі (1):

«Коло-Коло»: 2022